# NGC 5609
NGC 5609 é uma galáxia espiral (S) localizada na direcção da constelação de Boötes. Possui uma declinação de +34° 50' 34" e uma ascensão recta de 14 horas, 23 minutos e 48,3 segundos.
A galáxia NGC 5609 foi descoberta em 1 de Março de 1851 por William Parsons.